# Reprezentacja Kolumbii w rugby 7 mężczyzn
Reprezentacja Kolumbii w rugby 7 mężczyzn – zespół rugby 7, biorący udział w imieniu Kolumbii w meczach i sportowych imprezach międzynarodowych, powoływany przez selekcjonera, w którym mogą występować wyłącznie zawodnicy posiadający obywatelstwo tego kraju, mieszkający w nim, bądź kwalifikujący się ze względu na pochodzenie rodziców lub dziadków. Za jego funkcjonowanie odpowiedzialny jest Federación Colombiana de Rugby, członek Sudamérica Rugby i World Rugby.

## Turnieje

### Udział wWorld Games
| Rok  | Wynik | Źródło |
| ---- | ----- | ------ |
| 2001 | –     |        |
| 2005 | –     |        |
| 2009 | –     |        |
| 2013 | 8.    |        |

### Udział wigrzyskach Ameryki Środkowej i Karaibów
| Rok  | Wynik | Źródło |
| ---- | ----- | ------ |
| 2010 | –     |        |
| 2014 | 1.    |        |
| 2018 | 1.    |        |
| 2023 | 1.    |        |

### Udział wCONSUR Sevens
| Rok  | Wynik |
| ---- | ----- |
| 2006 | 6.    |
| 2007 | 7.    |
| 2008 | 5.    |
| 2009 | 5.    |
| 2010 | 5.    |
| 2011 | 6.    |
| 2012 | 7.    |
| 2013 | 5.    |
| 2014 | 5.    |
| 2015 | 4.    |
| 2019 | 5.    |
| 2020 | –     |
| 2021 | –     |
| 2022 | –     |
| 2023 | 4.    |
| 2024 | 3.    |